# Europäische Akademie der Wissenschaften und Künste
Die Europäische Akademie der Wissenschaften und Künste ist ein transnationales und interdisziplinäres Netzwerk, das rund 2000 renommierte Wissenschaftler, Künstler und Geistliche weltweit verbindet. Sie wurde 1990 gegründet und hat ihren Sitz in Salzburg.

## Geschichte
Die Ursprünge gehen auf einen wissenschaftlichen Arbeitskreis zurück, dem der Salzburger Herzchirurg Felix Unger, der Wiener Erzbischof Franz König und der Politikwissenschaftler und Philosoph Nikolaus Lobkowicz angehörten. Am 7. März 1990 erfolgte die offizielle Gründung in Salzburg, wo sich bis heute der Sitz der Akademie befindet.
Die Plenarsitzung der Europäischen Akademie der Wissenschaften und Künste, in der die Neumitglieder feierlich aufgenommen werden, findet jährlich am ersten Märzwochenende in Salzburg statt. Anlässlich des 25-jährigen Jubiläums der Organisation fanden die Feierlichkeiten am 7. März 2015 unter Anwesenheit des damaligen Bundespräsidenten Heinz Fischer sowie des Staatspräsidenten von Mazedonien (Gjorge Ivanov) und des ehemaligen Staatspräsidenten von Serbien (Tomislav Nikolić) statt. Weiters finden sich König Philippe von Belgien, Borut Pahor (Staatspräsident von Slowenien), Gjorge Ivanov (Staatspräsident von Mazedonien) und seit dem 12. Juni 2018 auch der österreichische Bundespräsident Alexander Van der Bellen unter den Protektoren (nationale Schirmherren) der Akademie. Zu ihren ehemaligen Protektoren zählen u. a. der ehemalige Kommissionspräsident und Premierminister Luxemburgs Jacques Santer, der ehemalige König von Spanien Juan Carlos I. und der ehemalige Kommissions- und Ministerpräsident Romano Prodi.

## Selbstverständnis
Die Europäische Akademie der Wissenschaften und Künste ist politisch unabhängig und finanziert sich durch Spenden, private Sponsoren und öffentliche Stellen. Ihre Tätigkeit ist nicht auf finanziellen Gewinn ausgerichtet. Sie versteht sich als ein Gelehrtenforum, das interdisziplinär und transnational gesellschaftsrelevante Themen aufgreift.

## Mitgliedschaft
Die Akademie hatte im Jahr 2018 etwa 2000 Mitglieder weltweit. Diese sind anerkannte Wissenschaftler, Künstler und Geistliche, darunter 38 Nobelpreisträger. Die Mitgliedschaft kann nicht erworben werden, sondern neue Mitglieder werden ausgewählt, indem auf der Grundlage von Empfehlungen der Nominierungskommission der Senat über die Aufnahme eines neuen Mitgliedes entscheidet. Die Mitgliedschaft gilt als Auszeichnung für außergewöhnliche Verdienste um Wissenschaft und Gesellschaft.
Bekannte Mitglieder der Akademie sind u. a. die Ökonomen Gisela Kubon-Gilke und Hans-Werner Sinn,  die Künstlerin Jenny Holzer und Papst em. Benedikt XVI sowie Armin Laschet.
Für weitere Mitglieder siehe: Kategorie:Mitglied der Europäischen Akademie der Wissenschaften und Künste.

## Organisation
Die Akademie ist ein gemeinnütziger Verein nach dem österreichischen Vereinsrecht. Derzeitiger Präsident der Akademie ist Klaus Mainzer, der 2020 dem Gründungspräsidenten Felix Unger nachfolgte. Die Vizepräsidenten sind Birgit Harreß, Wolfango Plastino und Ursula Schmidt-Erfurth.
Die Mitglieder der Akademie kommen aus 73 Ländern und werden in sieben Klassen eingeteilt:
- Klasse I: Geisteswissenschaften – Dekan: Bostjan Marko Turk
- Klasse II: Humanmedizin – Dekan: Dusan Suput
- Klasse III: Künste – Dekan: Violeta Dinescu
- Klasse IV: Naturwissenschaften – Dekan: Ioannis Liritzis
- Klasse V: Sozial-, Rechts- und Wirtschaftswissenschaften – Dekan: Kurt Schmoller
- Klasse VI: Technologie- und Umweltwissenschaften – Dekan: Sergio Orlandi
- Klasse VII: Weltreligionen – Dekan: Mariano Delgado

## Toleranzpreis
Seit 1997 verleiht die Europäische Akademie der Wissenschaften und Künste den Toleranzpreis, mit dem der Einsatz für Menschlichkeit und Toleranz gewürdigt wird. Geleitet von den Zielen der Charta der Toleranz wird dieser Preis an Persönlichkeiten oder Einrichtungen verliehen, die sich aktiv für Toleranz und Mitmenschlichkeit sowie für den grenzüberschreitenden Dialog und gegen Rassismus engagieren.
Die bisherigen Preisträger sind:
- 1997 Teddy Kollek
- 1998 Suzanne Mubarak
- 1999 Franz Kardinal König
- 2000 Astrid N. Heiberg
- 2002 Dorothea Rosenblad[6]
- 2003 Djibrail Kassab
- 2004 Daniel Barenboim
- 2005 Giandomenico Picco[7]
- 2006 Hans-Dietrich Genscher
- 2007 Flavio Cotti
- 2008 Eugen Biser
- 2009 Klaus Töpfer
- 2010 Karl Kardinal Lehmann
- 2011 Daniel Barenboim
- 2013 Pedro Opeka
- 2015 Internationales Olympisches Komitee[8]
- 2016 Roland Riz[8]
- 2018 Marko Feingold[9]
- 2019 Hans Peter Haselsteiner
- 2023 Felix Unger
- 2024 Harald Wögerbauer

## Toleranzringe

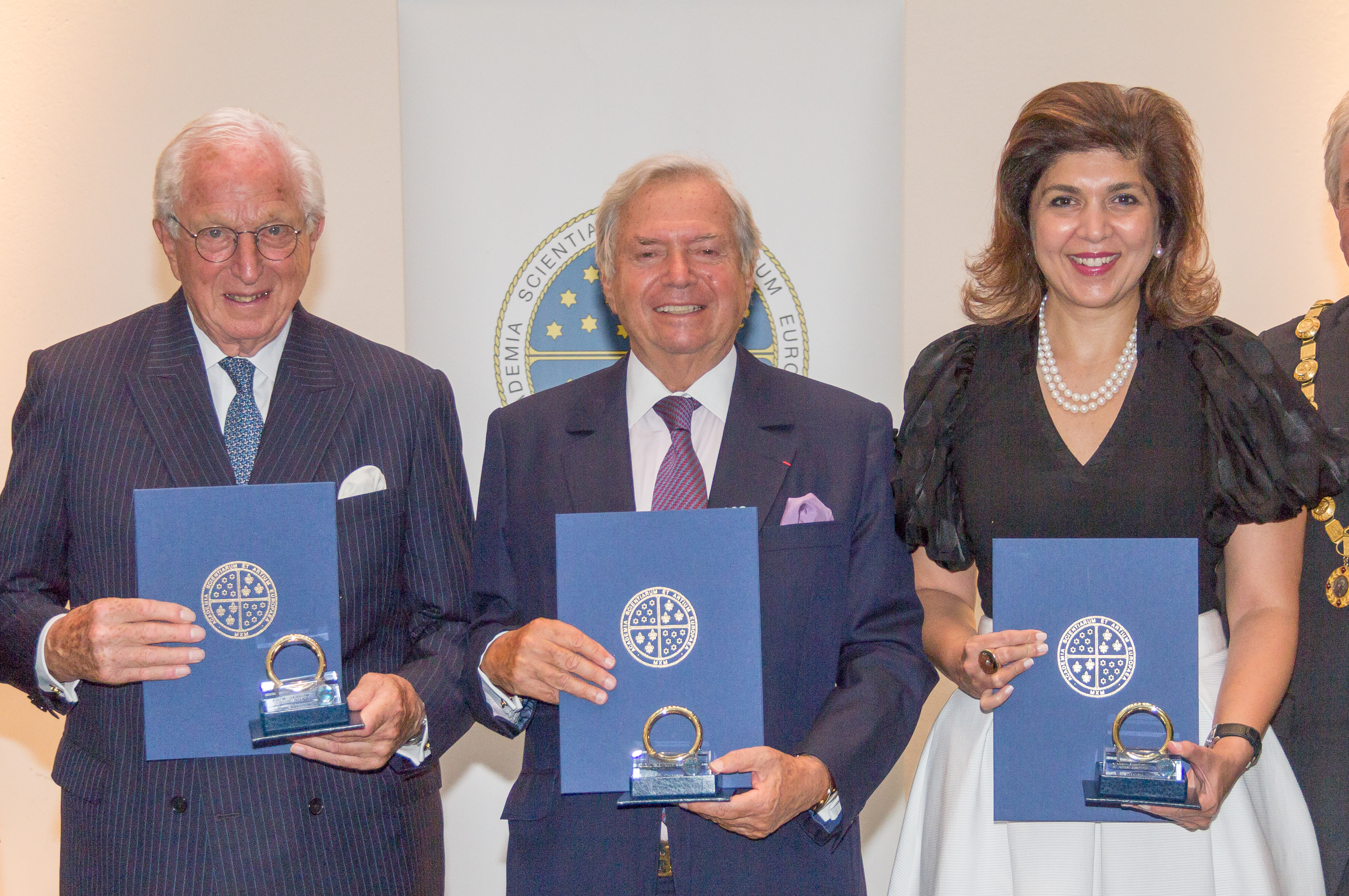
Preisverleihung der Toleranzringe der Akademie im Rathaus Köln, 2015

Seit 2012 vergibt die Akademie jährlich die Toleranzringe in Anlehnung an Lessings Ringparabel an Vertreter der drei abrahamitischen Religionen zur Förderung von Gerechtigkeit und Toleranz zwischen Christentum, Judentum und Islam. Die bisherigen Preisträger sind:
- 2012 Lord George Weidenfeld, Karl Kardinal Lehmann und Zaki Anwar Nusseibeh[11]
- 2013 Evelyn de Rothschild, Friede Springer und Nemir Kirdar[12]
- 2014 André Azoulay (Berater des Königs Mohammed VI von Marokko), Hubert Burda und Prinz Hassan von Jordanien
- 2015 Xavier Guerrand-Hermès, Farah Pandith, Lord Harry Woolf
- 2016 Péter Kardinal Erdő, Uri Lubrani, Ismail Serageldin
- 2017 Avishay Braverman, Rabeya Müller, Mitri Raheb
- 2018 Katajun Amirpur, Esther Bejarano, Doris Leuthard
- 2019 Mouhanad Khorchide,[13] Jan Assmann, Aleida Assmann, Richard Chaim Schneider
- 2021 Walter Homolka, Andrea Riccardi, Edmond Brahimaj
- 2022 Karl-Josef Kuschel, İhsan Eliaçık, Lala Süßkind[14]

## Belege
1. ↑  Partners & Funding | European Academy of Sciences and Arts In: euro-acad.eu, abgerufen am 31. Januar 2019.
2. ↑  Members | European Academy of Sciences and Arts In: euro-acad.eu, abgerufen am 31. Januar 2019.
3. ↑  New EASA President and Vice-Presidents. Abgerufen am 22. Januar 2021 (englisch).
4. ↑  Classes | European Academy of Sciences and Arts In: euro-acad.eu, abgerufen am 4. Februar 2019.
5. ↑  Prize of Tolerance. European Academy of Sciences and Arts, abgerufen am 31. Januar 2019.
6. ↑  asw-verlage.de
7. ↑  Giandomenico Picco → prize of tolerance 2005
8. 1 2  Laureates-Toleranzpreis In: euro-acad.eu, abgerufen am 31. Januar 2019. (PDF; 60,4 kB)
9. ↑  orf.at: Akademie der Wissenschaften ehrt Marko Feingold. Artikel vom 21. Jänner 2018, abgerufen am 21. Jänner 2018.
10. ↑  Rings of Tolerance. (PDF) European Academy of Sciences and Arts, abgerufen am 31. Januar 2019.
11. ↑  Zaki Anwar Nusseibeh → prize of tolerance 2012
12. ↑  Toleranzringe 2013 (Memento vom 29. Juli 2014 im Internet Archive), euro-acad.eu
13. ↑  Westfälische Wilhelms-Universität Münster Exzellenzcluster Religion und Politik Aktuelles vom 18. November 2018: „Eine unabhängige Stimme“. Toleranzring für islamischen Theologen Prof. Dr. Mouhanad Khorchide, abgerufen am 22. Dezember 2019
14. ↑  TOLERANZPREISE 2022. European Academy of Sciences and Arts, 16. November 2022, abgerufen am 16. Mai 2023.